# 光明インターチェンジ
光明インターチェンジ（クァンミョンインターチェンジ）は大韓民国京畿道光明市にある第二京仁高速道路のインターチェンジである。

## 歴史
- 1994年7月7日 - 開設

## 隣
第二京仁高速道路
(11) 鞍峴JCT - (12) 光明IC - (13) 日直JCT